# Lycodon capucinus
Lycodon capucinus és una espècie de serps de la família Colubridae àmpliament distribuïda per Australàsia, des de la Xina i les illes Andaman fins a les Filipines i les illes Cook.